# 吉尔·莫蒂默
吉莉安·温迪·莫蒂默  （1965年—）是英国保守党政治家，自2021年以来一直担任英格兰达勒姆郡哈特利浦的国会议员。

## 政治生涯
莫蒂默于2019年5月当选为北约克郡汉布尔顿区议会拉斯凯尔夫和白马区议员。她是2019年英國大選中东利兹选区的保守党候选人。
在2021年5月6日举行的哈特利浦选区补选中，她当选为议会议员，成为了1974年该选区成立以来的首位保守党议员，也是首位女性议员。

## 个人生活
莫蒂默成年后在提赛德大学学习法律，她和她三个孩子中的两个生活在一起。
莫蒂默是一位农民兼商人，住在北约克郡汉布尔顿区克奈顿。在赢得席位后，她宣布打算在哈特利浦购买一处房产。
在搬到克奈顿之前，她曾在伦敦和开曼群岛生活过，而她的前夫是一名大律师和金融服务监管者，曾在那里担任开曼群岛金融管理局银行、信托和投资服务主管。保守党联合主席阿曼达·米林表示，莫蒂默和她的前夫“没有从居住在开曼群岛中获得任何税收优惠，她也没有就此向任何人提供建议”。